# Alexandru Mitriță
Alexandru Ionuț Mitriță (n. 8 februarie 1995, Craiova, România) este un fotbalist român, care joacă pe post de mijlocaș lateral la Zhejiang Professional F.C. în SuperLiga Chineză. Pe plan internațional, are prezențe la națională pentru România Sub-17, România Sub-21, România și România Sub-19.
A jucat la echipele Turnu Severin, Viitorul Constanța și FCSB înainte de a se transfera la Pescara din Italia, în 2015, la vârsta de 20 de ani. După doi ani, s-a întors în România la Universitatea Craiova, iar în iarna 2018–2019 s-a transferat în Major League Soccer la New York City FC.

## Carieră

### Primii ani / Viitorul Constanța
Un tânăr născut în Craiova, Mitriță și-a început cariera de senior în Turnu Severin în 2011, iar la începutul lui 2013 s-a alăturat echipei de fotbal Viitorul Constanța.
În septembrie, la vârstă de 18 ani, a fost împrumutat de FCSB pentru a juca în Liga Tinerilor UEFA (UEFA Youth League) însă, a jucat doar un meci în Cupa României și s-a întors la Viitorul în anul următor.

### Pescara
În iulie 2015, Mitriță a fost transferat la clubul italian Pescara pentru o sumă de transfer nedivulgată, despre care se zvonește că este în jur de 1 milion de euro. El a avut 20 de apariții și a înscris un gol în toate competițiile în campania sa de debut, echipa obținând promovarea în Serie A.

### Univ. Craiova
La 21 iulie 2017, Universitatea Craiova a anunțat că a ajuns la un acord pentru împrumutul lui Mitriță. El și-a făcut debutul competitiv șase zile mai târziu, într-un eșec cu echipa AC Milan cu 1-0 în a treia rundă de 
calificare a UEFA Europa League. Primul său gol a venit într-un meci intern împotriva echipei Astra Giurgiu, pe 6 august, care s-a încheiat cu o remiză, 1-1.
Mitriță a marcat ambele goluri într-o victorie cu 2-0 împotriva fostei sale echipe Viitorul Constanța, la 20 august 2017. La 16 decembrie, a transformat o lovitură liberă într-o victorie cu 2-1 cu CFR Cluj. Cu doar câteva zile mai devreme, presa italiană și cea românească a relatat că Universitatea Craiova l-a obținut pe acesta permanent, prin urmare, afacerea a fost confirmată la 17 ianuarie 2018, Alb-Albaștrii plătindu-i pe Pescara o sumă de 730.000 de euro, care ar avea, de asemenea, dreptul la 15% din viitoarea taxă de transfer.
Mitriță a marcat primul său gol din 2018 pe 10 martie. La 14 aprilie, a marcat primul său hat-trick din carieră într-un meci împotriva echipei Politehnica Iași, echipa sa învingând cu 4-1.

## Stil de joc
Mitriță preferă să joace ca mijlocaș ofensiv sau ca atacant, având abilitatea tehnică si siguranța cu care își ia adversarii la situațiile unu-vs-unu.

## Viață personală
Unchiul lui Mitriță, Dumitru, a fost un jucător profesionist de fotbal. El a jucat pentru multe cluburi, inclusiv FC Craiova și Steaua București.
Mitriță are ca idol pe Lionel Messi.

## Carieră la Echipa Națională a României
În martie 2018, Mitrița a fost selecționat pentru amicalul cu Israel și Suedia mai târziu în acea lună. El a debutat în primul meci din 2018 împotriva Israelului, oferind o pasă de gol pentru George Țucudean, învingând Israelul cu 2-1.
În octombrie 2019, revenit la echipa națională după 6 luni de absență, a reușit să marcheze împotriva naționalei Feroeze si Norvegiene , în ambele partide câte un gol.

## Legături externe
- Alexandru Mitriță pe National-Football-Teams.com
- Alexandru Mitriță – pe site-ul UEFA